# Port lotniczy Yulin
Port lotniczy Yulin (IATA: UYN, ICAO: ZLYN) – port lotniczy położony w Yulin, w prowincji Shaanxi, w Chińskiej Republice Ludowej.

## Linie lotnicze i połączenia
| Linia Lotnicza          | Kierunek |
| ----------------------- | --- |
| China Eastern Airlines  | 1. Dalian 2. Kunming 3. Szanghaj-Hongqiao 4. Wuhan 5. Xiamen 6. Xi’an                                                                                       |
| China Southern Airlines | 1. Guangzhou 2. Zhengzhou |
| China United Airlines   | 1. Pekin-Daxing 2. Chengdu-Tianfu 3. Lanzhou 4. Szanghaj-Pudong 5. Shizuoka                                                                                 |
| GX Airlines             | 1. Bangkok-Suvarnabhumi 2. Changsha 3. Chongqing 4. Haikou 5. Nanning 6. Xi’an                                                                              |
| Hainan Airlines         | 1. Pekin 2. Chengdu-Tianfu 3. Shenzhen |
| Joy Air                 | 1. Guiyang 2. Tiencin |
| Juneyao Airlines        | 1. Nankin 2. Szanghaj-Pudong |
| Kunming Airlines        | 1. Hanzhong 2. Kunming |
| Loong Air               | 1. Ningbo 2. Xining |
| Tianjin Airlines        | 1. Guiyang 2. Irkuck 3. Jeju 4. Jinan 5. Jining 6. Nanchang 7. Qingdao 8. Seul-Inczon 9. Shenyang 10. Tiencin 11. Wenzhou 12. Xiamen 13. Xi’an 14. Yangzhou |
| Urumqi Air              | 1. Fuzhou 2. Urumczi |